# Iowa State University

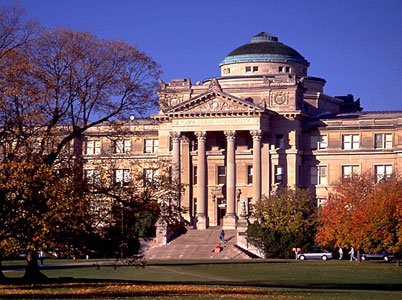
Beardshear hall

Iowa State University (ISU) je veřejná („public“) univerzita ve městě Ames v americkém státě Iowa. Oficiální název školy zní Iowa State University of Science and Technology, původně Iowa State College of Agriculture and Mechanic Arts. Univerzita byla založena v roce 1858 a v současnosti ji navštěvuje přibližně 27 600 studentů.
Škola je jedním z 60 členů Asociace amerických univerzit (Association of American Universities), což je sdružení vedoucích severoamerických univerzit zaměřených na výzkum, které vzniklo v roce 1900.

## Sport
Sportovní týmy ISU se nazývají Iowa State Cyclones.
Za tuto univerzitu hrál český basketbalový reprezentant Jiří Hubálek, který nyní hraje za Solsonicu Rieti a byl dokonce ve draftu NBA.

## Významní absolventi
- Clayton Anderson - americký kosmonaut
- Henry Agard Wallace - 33. viceprezident USA